# 양평 대석리 지석묘군
양평 대석리 지석묘군은 대한민국 경기도 양평군 강상면 대석리에 있다. 1989년 7월 18일 양평군의 향토유적 제32호로 지정되었다.

## 개요
총 6기의 고인돌이 대략 5~6m 간격으로 거의 일렬로 늘어서 있어 주민들은 ‘오형제바위’라 부른다. 대체적인 상석 방향은 강줄기의 방향과 비슷하다. 지석묘 6기 중 5기는 거의 원형을 보존하고 있으나 나머지 1기는 받침돌이 파손되어 반쯤 흙속에 묻혀 있다. 현재 주변지역은 논과 밭으로 경작되고 있다.